# Shimizu Higashi
Shimizu Higashi (清水東（しみず ひがし） "Shimizu Higashi") là một nhà biên kịch phim truyền hình và hoạt hình chiếu rạp của Nhật Bản sinh ra ở Tokyo.

## Công việc
- Crying Freeman (OVA): biên kịch
- Doraemon (TV 3/2005): biên kịch
- Doraemon: Tân Nobita thám hiểm vùng đất mới - Peko và 5 nhà thám hiểm (movie): biên kịch
- Doraemon: Nobita và viện bảo tàng bảo bối (movie): biên kịch
- Doraemon: Nobita và hòn đảo diệu kì - Hành trình muông thú(movie): biên kịch
- Doraemon: Tân Nobita và binh đoàn người sắt - Đôi cánh Thiên thần (movie): biên kịch
- Fist of the North Star 2 (TV): Biên kịch
- Futari wa Precure Splash Star (TV): Biên kịch (tập 12)
- Futari wa Pretty Cure (TV): Biên kịch (tập 6)
- Futari wa Pretty Cure Max Heart (TV): cốt truyện
- Gokyoudai Monogatari (TV): biên kịch
- Kaidan Restaurant (TV): biên kịch (tập 6)
- Negibōzu no Asatarō (TV): biên kịch (tập)
- New Cutey Honey (OVA): biên kịch (tập 6-7)
- Sakigake!! Otoko Juku (TV): biên kịch
- Shin Shonan Bakusozoku Arakure Knight (OVA): biên kịch
- Stitch!: Zutto Saikō no Tomodachi (TV): biên kịch (tập 3, 5)
- Yes! Precure 5 (TV): biên kịch (tập 9)
- Yes! Precure 5 GoGo! (TV): biên kịch (tập 6)
- Zumomo to Nupepe (TV): biên kịch